# رواد فضاء قدماء

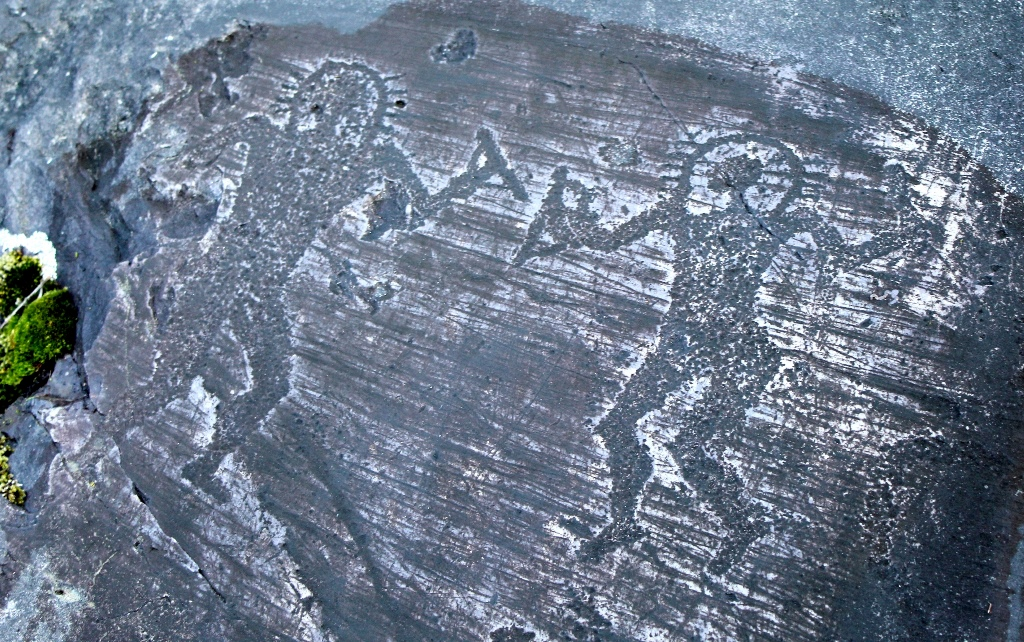

رواد الفضاء القدماء أو الفضائيون القدماء والمعروفة أيضا باسم فرضية باليوكونتاكت (بالإنجليزية:  paleocontact)‏ وتعني إتصال قديم جدا) هي فرضية تزعم بقيام كائنات ذكية من خارج كوكب الأرض بزيارة الأرض في العصور القديمة وبفترات ما قبل التاريخ واجرت اتصالات مع البشر القدماء.
وكان أنصار هذه الفرضية يشيرون إلى أن لهذه الاتصالات أثر في تطور الثقافات البشرية والتقنيات المستعملة وكان لها تأثير على الأديان والمجتمع. وهناك فكرة مشتركة للفرضية تقول بأن الآلهة القدماء في معظمهم، إن لم يكن كلهم، هم في الواقع من خارج الأرض، وأنهم استعملوا تكنولوجيات متطورة إلا أن البشر الأرضيين فهموها بشكل خاطيء كدليل على مكانة مقدسة أو دين.
وقد شاعت هذه المقترحات، لا سيما في النصف الأخير من القرن العشرين، من قبل كتاب مثل إريك فون دانكن، وجورجيو تسوكاليس، زخريا سيتشين، روبرت تمبل، ديفيد آيك، وبيتر كولوسيمو وأنيس منصور. ولكن هذه الفرضية أو الفكرة لا تؤخذ على محمل الجد من قبل معظم الأكاديميين، كما أنها لم تحظَ على أي اهتمام علمي ذو مصداقية وهي معدومة الأثر في الأبحاث والنشرات التي تعتمد على مبدأ استعراض الأقران. وقد استخدمت على نطاق واسع من باب نظريات المؤامرة أو في كتابات الخيال العلمي.

## نظرة عامة

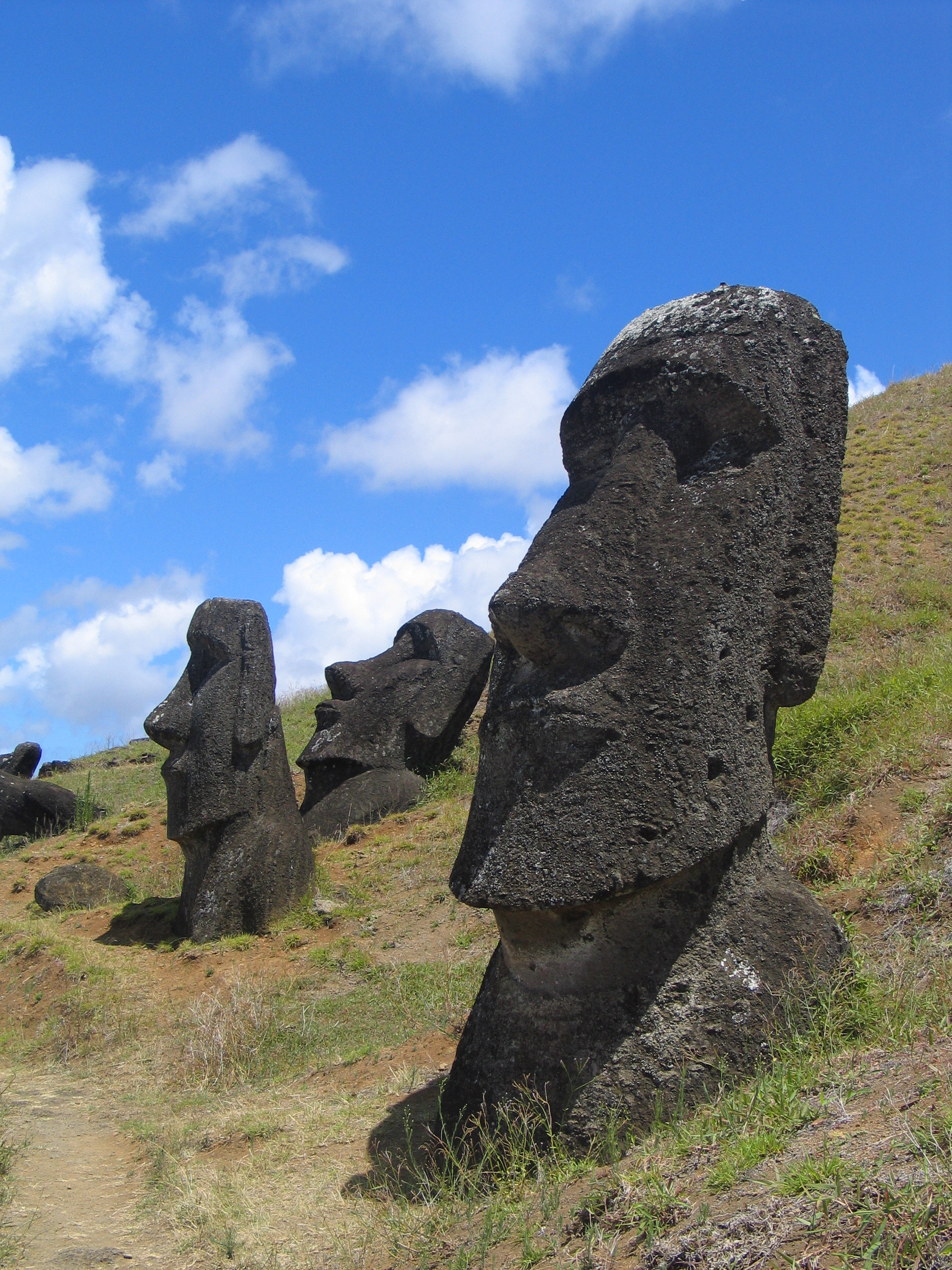
تماثيل المواي التي اشتهرت بها الجزيرة

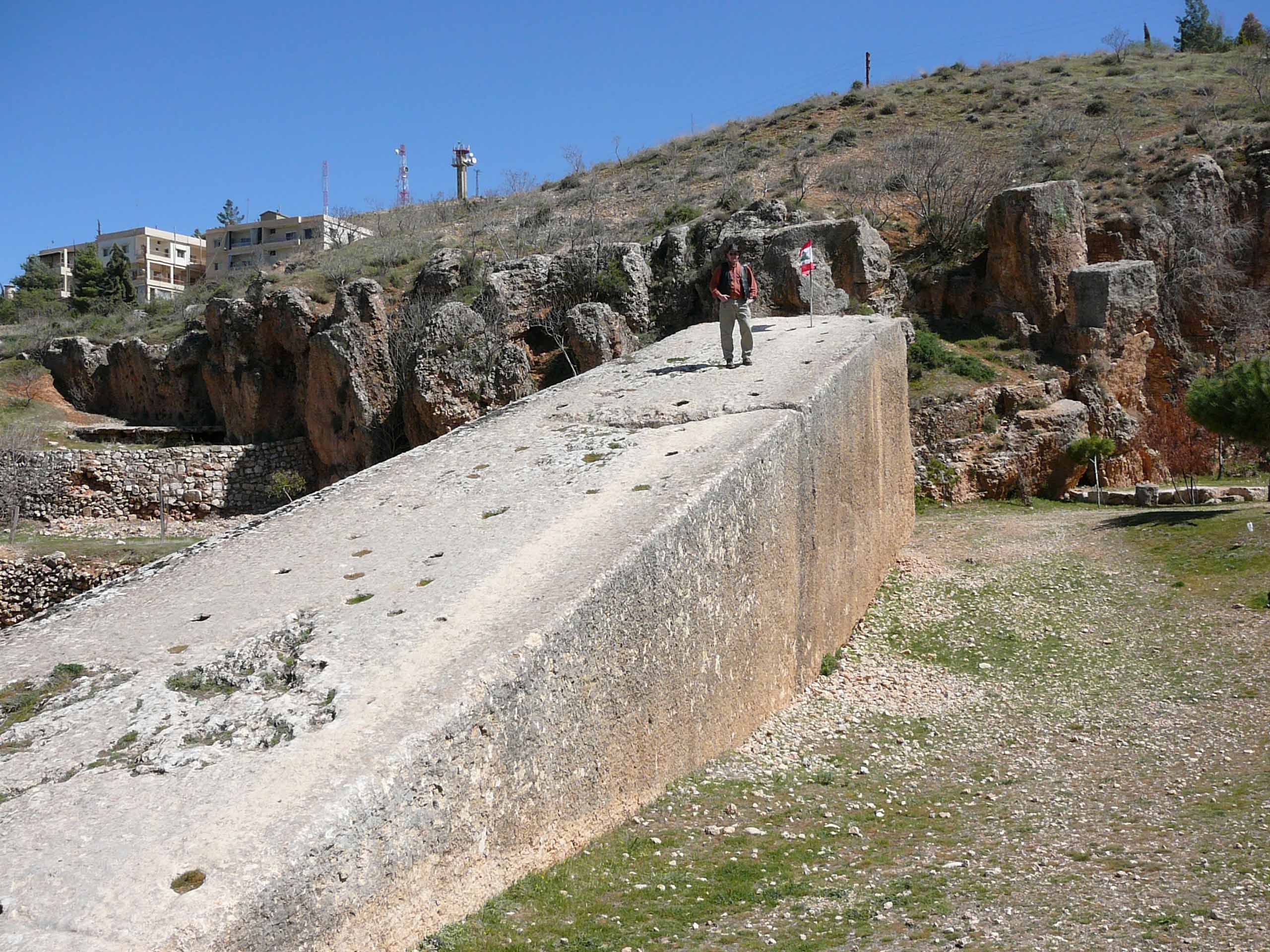
أساسات هياكل بعلبك الضخمة

يعتقد أنصار فكرة الفضائيون القدماء على أن البشر هم إما أحفاد كائنات فضائية أو هم نتاج تعديلات جينية قام بها هؤلاء الكائنات منذ آلاف السنين. ومن الأفكار المرتبطة بها هي أن الكثير من المعرفة البشرية المتوارثة منذ القدم، والدين، والثقافة قد جاءت من خارج الأرض في آخر العصور القديمة، وفي أن الكائنات الفضائية القديمة كانت بمثابة «الثقافة الأم». كما يعتقد أنصار هذه الفكرة على أن الكائنات الفضائية هي من قامت ببناء العديد من الهياكل على وجه الأرض مثل الأهرامات في مصر وحول العالم وأساسات هياكل بعلبك في لبنان أو تماثيل رؤساء الحجر مواي من جزيرة القيامة ويعتقدون أن البشر ساعدوا في بنائها.
ويرى المؤيدون أن الأدلة على الفضائيون القدماء تأتي من الثغرات العديدة في السجلات والمعلومات التاريخية والأثرية، وعلى عدم وجود تفسيرات للعديد من الآثار والبيانات التاريخية والأثرية. مثل معلومات حول من ومتى بنيت أساسات هياكل بعلبك قبل أن يقوم الرومان بتشييد هيكلهم. كما يقولون إن الأدلة تشمل قطع أثرية لا تتماشى مع القدرات التقنية المفترضة للثقافات التاريخية التي ترتبط بها مثل كيفية بناء الأهرامات الضخمة في العصور القديمة من دون الاستعانة بمعدات وتقنيات متطورة. بالإضافة للأعمال الفنية والأساطير التي يمكن أن تفسر كالاتصال بحضارة خارج الأرض أو التقنيات، مثل أساطير البابليين التي تتحدث عن الألهة الآتية من النجوم. وكان رد الأكاديميين من الباحثين والعلماء أن غياب هذه التفسيرات ليس بالضرورة دليل على وجود كائنات فضائية زارت الأرض كنتيجة حتمية.
ومن أحد التفاسير التي قدمها توماس جولد، وهو أستاذ في علم الفلك، هي «نظرية القمامة» لأصل الحياة، والتي اقترح بها أن الحياة على الأرض قد انتشرت بسبب كومة من النفايات القتها كائنات فضائية على الكرة الأرضية عن طريق الخطأ منذ زمن طويل.

## أدلة يقول بها المناصرون

### النصوص الدينية القديمة
- رامايانا: في التقاليد الهندوسية، فإن الألهة واتباعهم كانوا يعتمدون على ألات طائرة في تنقلاتهم.
- كتاب حزقيال في التوراة: يعتبر مناصروا الفكرة أن الوصف الذي قدمه حزقيال في الإصحاح الأول العدد 4) فنظرت وإذا بريح عاصفة جاءت من الشمال. سحابة عظيمة ونار متواصلة وحولها لمعان، ومن وسطها كمنظر النحاس اللامع من وسط النار) هو وصف لمركبة فضائية تحط على الأرض، حسب فكرتهم.
- تابوت العهد: اعتبر مناصروا الفكرة أن تابوت العهد اعتمد على تقنيات متقدمة استعمله العبرانيون في معاركهم.

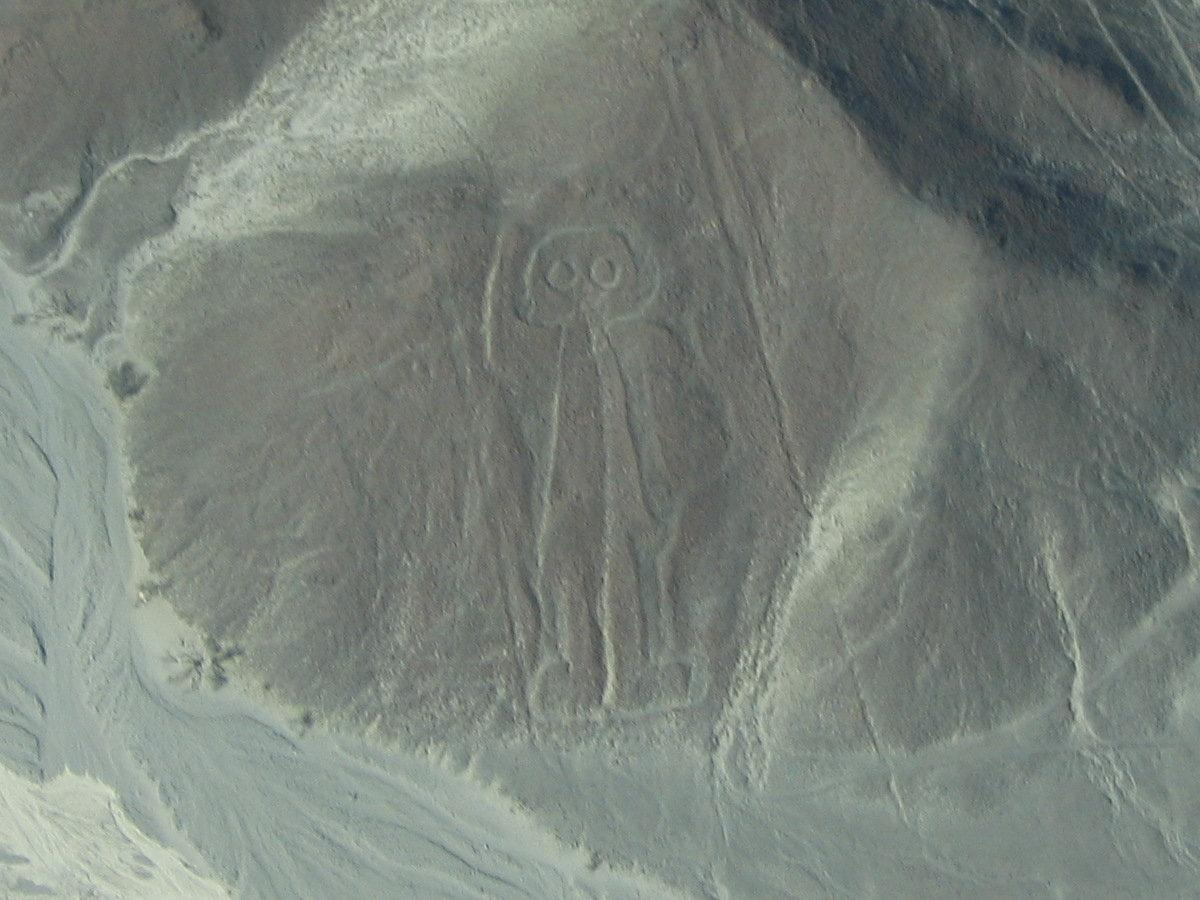
يسار:خطوط نازكا ويظهر فيها شخص يشبه رواد الفضاء

- خطوط نازكا: في إحدى رسومات نازكا الضخمة في صحراء جنوب البيرو، يظهر رسم ضخم لشخص يشبه رواد الفضاء ويرتدي خوذة. يعود تاريخ هذا الرسم للقرن الرابع ميلادي.
- طائر سقارة: وهو منحوت لطائر فرعوني بقول البعض أنه دلالة عن معرفة بتقنيات الطيران في القرن الثاني ما قبل الميلاد. طائر سقارة

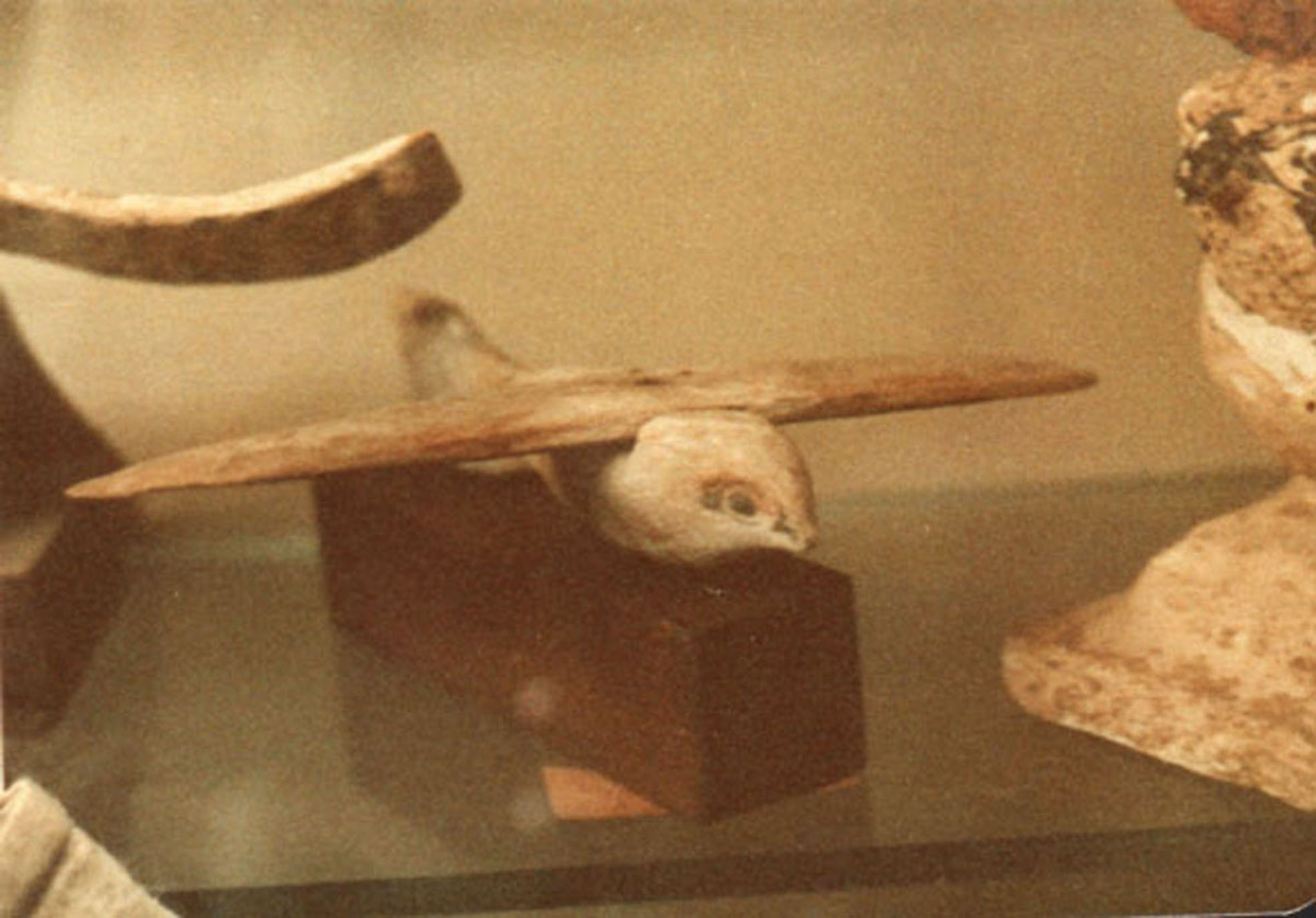
طائر سقارة

- مواقع صخرية: استند معتنقي نظرية وفكرة الفضائيون القدماء على وجود منحوتات صخرية ضخمة منشرة حول العالم مثل الأهرامات المصرية وأهرامات جنوب القارة الأميركية والتماثيل في أميركا الجنوبية والصخور الضخمة في بريطانيا هي من العظمة والكبر التي يتطلب نحتها ونقلها إلى أماكنها وتوضيبها بالشكل التي هي عليه يتطلب معرفة وتقنية عالية لا يمكن أن تكون متوافرة في العصور السالفة التي بنيت بها. والعديد من هذه التماثيل تمثل أشكال رواد فضاء.
- أساطير بابل: تروي أساطير بابل بوضوح معارك فضائية حصلت بين أرباب الكواكب والنجوم مثل مردوخ وكينكو.

## استحداث فرضية رواد الفضاء القدماء
يزعم مؤيدو هذه الفرضية أن الفجوات الوثائقية في السجلات التاريخية والأثرية دليل على وجود رواد الفضاء القدماء، ويرون أن وجود التفسيرات المنقوصة أو انعدامها دليل آخر على وجودهم. يُقال إن هذه الأدلة منطوية على القطع الأثرية التي يحسبونها بمثابة مفارقة تاريخية، أو خارج نطاق القدرات التقنية المقبولة للثقافات التاريخية المرتبطة بها.  يُشار إلى هذه القطع أحيانًا باسم «قطع أثرية سابقة لأوانها»، إذ تشمل كل من الأعمال الفنية والأساطير التي تُفسر بالمعنى الحديث كقطع تصور تواصلًا أو تقنيات من الفضاء الخارجي.
أجاب العلماء بالقول إنه لا يمكن اعتبار الثغرات في المعرفة المعاصرة دليلًا على وجود رواد الفضاء القدماء، وأضافوا أن المدافعين عن هذه الفرضية لم يقدموا أي دليل وثائقي أو مادي مقنع بشأن أي قطعة أثرية يمكن اعتبارها نتاجًا لاتصال من مخلوقات ذكية غير أرضيّة. يرى عالم الفيزياء الفلكية كارل ساغان أن «الحالات التي حظيت باهتمام جلي في قائمة علم الآثار الشعبوي المطولة حول [رواد الفضاء القدماء] إما منطوية على تفسيرات بديلة منطقية، أو مُضللة، أو مجرد مراوغات وخدع وتشويهات ساذجة». 

## جذور الفرضية ومؤيديها
تجسد الظهور الأول لروايات «الاتصال القديم» أو «رواد الفضاء القدماء» في منشورات الخيال العلمي خلال أواخر القرن التاسع عشر وأوائل القرن العشرين. طرح هارولد تي. ويلكينز هذه الفكرة بصورة جدية في عام 1954، لتحظى بشيء من الاهتمام بوصفها فرضيةً جديةً خلال ستينيات القرن العشرين بفضل إريك فون دانكن. برز العديد من نقاد هذه النظرية خلال فترة سبعينيات القرن العشرين، ما أسفر عن التشكيك في مصداقية نظرية فون دانكن. استبعد علماء اليوفولوجي (علم الأجسام الطائرة مجهولة الهوية) هذه الفكرة من الجدل الدائر حول الأجسام الطائرة المجهولة (يو. إف. أو.). لم يتبق سوى القليل من مناصري هذه النظرية بحلول أوائل ثمانينات القرن العشرين. 

## شيكلوفسكي وساغان
خصص كل من يوسف شيكلوفسكي وكارل ساغان فصلًا في كتابهما الحياة الذكية في الكون (1966) حول الفكرة القائلة بأنه ينبغي على العلماء والمؤرخين النظر بجدية في إمكانية حدوث اتصال من الفضاء الخارجي على مر التاريخ المسجل، إلا أنهما شدّدا على أن هذه الأفكار تكهنية وغير مثبتة. ناقش كل من شيكلوفسكي وساغان الفكرة القائلة بأن سفر الكائنات غير الأرضية عبر النجوم بسرعة لا تتجاوز سرعة الضوء هو أمر محتوم عند النظر في التقنيات الراسخة أو المحتملة في أواخر ستينيات القرن العشرين، واعتبرا الحالات المكررة لزيارات الكائنات غير الأرضية للأرض أمرًا معقولًا، ونظرا إلى الروايات ما قبل العلمية باعتبارها وسيلةً يمكن التعويل عليها لوصف الاتصال مع الكائنات الفضائية.
يوضح ساغان هذه الفرضية من خلال الاستشهاد ببعثة عام 1786 للمستكشف الفرنسي وكونت لابيروز جان فرانسوا دو غالوب، وهي البعثة التي أجرت أول لقاء أولي مبكر بين الحضارة الأوروبية والتلينغيتية. أُبقي على قصة هذا اللقاء ضمن إطار التراث الشفوي لجماعة التلينغيتيين اللاكتابية. سجل عالم الأنثروبولوجيا جورج تي. إيمونز هذه الحادثة بعد مرور أكثر من قرن على وقوعها. حافظت القصة على السرد الدقيق للقاء عام 1786، وذلك على الرغم من تأطيرها في نموذج ثقافي وروحي تلينغيتي. يعتقد ساغان هذه القصة إثبات على «إمكانية تسجيل اتصال موجز مع حضارة فضائية ما بطريقة قابلة للاستعادة في ظل ظروف معينة». يضيف ساغان أن تيسير عملية الاستعادة هذه يعتمد على 1) أن تكون الرواية مرتبطة بسجل مكتوب بعد الحدث بفترة قصيرة، 2) أن تحدث تغيير كبير في المجتمع الذي حدث فيه التواصل، 3) عدم بذل الحضارة التي حدث فيها التواصل أي محاولة لإخفاء طبيعة التواصل خارجي المنشأ.
بالإضافة إلى ذلك، استشهد كل من شيكلوفسكي وساغان بحكايات أبكالو، وهو كائن شبيه بالأسماك ويُنسب إليه تدريس الزراعة والرياضيات والفنون للسومريين الأوائل، إذ اعتقدا بأن هذه الحكايات تستحق دراسةً أدق بوصفها نموذجًا محتملًا على الاتصال القديم بالنظر إلى ترابطها وتفاصيلها.
أوحى ساغان في كتابه دماغ بروكا (1979) إلى أنه وشيكلوفسكي ملهمين محتملين لموجة كتب رواد الفضاء القدماء في سبعينيات القرن العشرين، وأعرب عن رفضه لـ «فون دانكن وغيره من المؤلفين الذين لا يتمتعون بحس نقدي» والذين استندوا إلى هذه الأفكار ليس بوصفها تخمينات مبهمة بل باعتبارها «دليلًا مقنعًا على حدوث اتصال من الفضاء الخارجي». يرى ساغان أنه على الرغم من الاستشهاد بالأساطير والقطع الأثرية العادية أو المفترض أنها سابقة لأوانها بغية دعم فرضيات رواد الفضاء القدماء، إلا أنه «لا يتطلب سوى عدد قليل جدًا منها ما هو أكثر من إشارة عابرة» لأن معظمها قابل للتفسير بسهولة من خلال فرضيات أكثر تقليدية. كرر ساغان مجددًا استنتاجه السابق والمتمثل باعتبار زيارات الكائنات غير الأرضية للأرض أمرًا ممكنًا، إلا أنه غير مثبت وغير مرجح.

### إريك فون دانكن
كان إريك فون دانكن واحدًا من أهم المؤيدين لهذه الفرضية في أواخر ستينيات وأوائل سبعينيات القرن العشرين. اكتسب دانكن جمهورًا كبيرًا بعد نشره لكتابه الأكثر مبيعًا عربات الآلهة؟ (1968) وأجزائه اللاحقة.
يرى فون دانكن أن بعض القطع الأثرية تحتاج إلى قدرة تكنولوجية أكثر تعقيدًا لصناعتها مقارنةً بتلك التي توافرت لدى الحضارات القديمة التي صنعتها. يؤكد فون دانكن على أن زوارًا من الفضاء الخارجي أو بشرًا ممن اكتسبوا المعرفة اللازمة من هؤلاء الزوار هم من صنعوا هذه القطع الأثرية. ومن الأمثلة على ذلك، ستونهنج، وبوما بونكو، والمواي في جزيرة القيامة، والهرم الأكبر، وبطارية بغداد.
كتب فون دانكن أن الفن القديم والأيكونغرافيا في جميع أنحاء العالم يظهران مركبات جوية وفضائية ومخلوقات ذكية غير بشرية ورواد فضاء قدماء وقطعًا أثريةً مصنوعة بواسطة تكنولوجيا متطورة، الأمر الذي يُعتبر بمثابة مفارقة تاريخية. ينص فون دانكن على وجود موضوعات فنية مشتركة بين الحضارات التاريخية المنفصلة جغرافيًا، الأمر الذي يعتقد بأنه يعني وجود أصل مشترك. يُعتبر تفسير فون دانكن لغطاء التابوت الذي اكتُشف في قبر حاكم مدينة بالينكي باكال العظيم –إحدى المدن التابعة لشعب المايا خلال العصر الكلاسيكي- أحد الأمثلة على ذلك. كتب فون دانكن أن تصميم غطاء التابوت يمثل رائد فضاء جالس، وذلك على الرغم من توضيح الأيكونغرافيا المصاحبة لنص المايا بأن التصميم بمثابة لوحة للحاكم نفسه مع شجرة العالم التي تُعتبر جزءًا من ميثولوجيا شعب المايا.

## اقرأ أيضاً
- تاريخ البشرية

## وصلات خارجية
- "'Fringe' or 'cult' archaeology examined by professional archaeologist Keith Fitzpatrick-Matthews". مؤرشف من الأصل في 2007-12-14. اطلع عليه بتاريخ 2007-02-04.
- Ancient Astronauts – قاموس المتشكك
- Skeptoid #449: Ancient Astronauts at برايان دونينغ